# Friedrich Hartig
Friedrich Karl Theodor Hartig, ab 1812 von Hartig, (* 12. Dezember 1788 in Hungen; † 4. Mai 1850 in Düben) war ein deutscher Forstbeamter.

## Leben

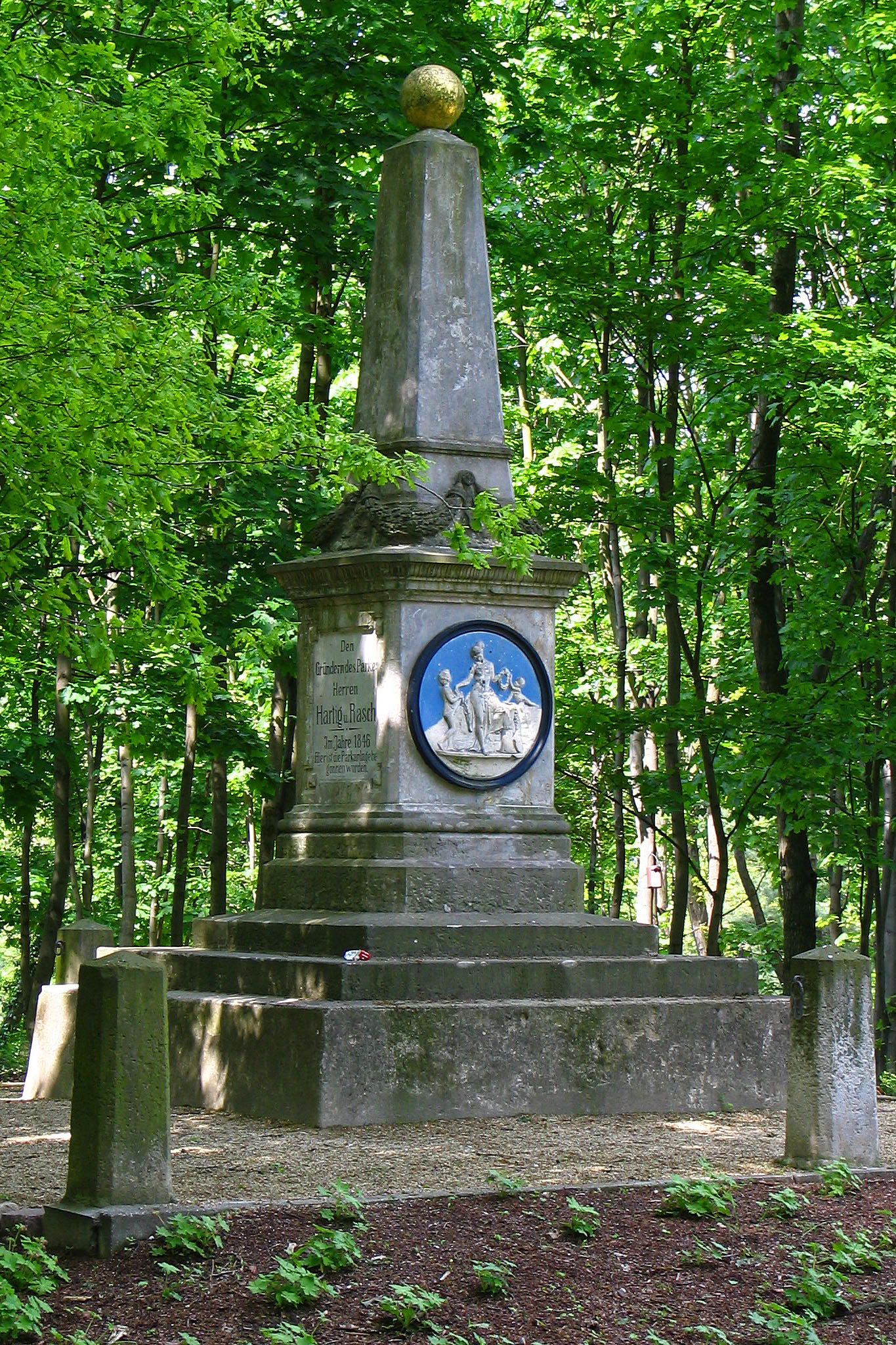
Hartig-Rasch-Denkmal im Kurpark Bad Düben

### Herkunft
Er war ein Sohn des Fürstlich zu Solms-Braunfelsischen Forstmeisters Georg Ludwig Hartig (1764–1837) und dessen Ehefrau Theodora Elisabeth, geborene Klipstein (1767–1837). Der hessische Staatsminister Jakob Christian Klipstein (1715–1786) war sein mütterlicher Großvater, der Forstwissenschaftler Theodor Hartig sein jüngerer Bruder.

### Werdegang
Hartig studierte Forstwissenschaften in Dillenburg und trat danach, um eine Chance auf eine Stelle im württembergischen Forstdienst zu erhalten, in das Reitende Leibjäger-Korps der Württembergischen Armee ein. Als Leutnant bei den Königs-Jägern zu Pferde diente Hartig von 1808 bis 1812 in Eßlingen. Den Napoleonischen Russlandfeldzug mitmachen müssend, wurde er in der Schlacht von Mosaisk, unweit von Moskau, verwundet, konnte sich aber danach aus Russland retten. König Friedrich verlieh ihm das Ritterkreuz des Militärverdienstordens. Damit verbunden war die Erhebung in den persönlichen Adelsstand. 1812 wechselte Hartig in den preußischen Militärdienst. In der Folge nahm er als Offizier im Schlesischen Ulanen-Regiment während der Befreiungskriege an der Völkerschlacht bei Leipzig teil und 1815 an der Schlacht bei Waterloo, wofür er das Eiserne Kreuz II. Klasse sowie den russischen Orden des Heiligen Wladimir erhielt.
Nach Beendigung des Krieges nahm Hartig in Berlin sein Studium wieder auf und legte 1816 das Forstexamen ab. Als erste Stelle erhielt er die eines Oberförsters in Mühlenbeck (Pommern). 1823 wurde er zusätzlich Leiter der in seinem Revier gelegenen Großforstbaumschule Glien, die u. a. auf initiative von P. J. Lenné entstand. Wegen seiner beruflichen Verdienste erhielt Hartig 1830 den Roten Adlerorden IV. Klasse verliehen. Von 1832 bis 1843 bekleidete er die Forstinspektorenstelle in Schwedt/Oder. Danach wurde er zum Oberförster der Oberförsterei Tornau, mit Sitz in Düben, berufen. 1846 war er dort engagierter Mitinitiator der Stadtparkgründung, dem heutigen Kurpark Bad Düben und die damit als eine der ersten bürgerlichen Parkanlagen Deutschlands zu Wege gebracht wurde.
Hartig verstarb am 4. Mai 1850 an den Folgen eines Reitunfalles und wurde neben seiner zweiten Frau in Düben beigesetzt; das Grab wird noch immer gepflegt. Zu seinen Ehren, wie auch des Dübener Stadtpark-Mitbegründers Julius Albert Rasch, wurde im Kurpark Bad Düben 1887 das Hartig-Rasch-Denkmal errichtet.

### Familie
In erster Ehe seit 1818 mit Rosin Charlotte Rüpel verheiratet († 1830) und in zweiter seit 1841 mit Laura Günther, hatte er insgesamt fünf Töchter als Nachkommen.

## Werke
Über seine Arbeit verfasste Hartig u. a. 1830 die Veröffentlichung Beschreibung einiger Waldkultur-Instrumente. Abhandl. über interessante Gegenstände beim Forst und Jagdwesen. 1840 wurden fünf Beiträge von ihm in: Neue Jahrbücher der Forstkunde veröffentlicht, darunter: Die Forstschule im Königl. Preuß. Reviere Mühlenbeck in Pommern.